# Bäumchen, Bäumchen, wechsle dich
Bäumchen, Bäumchen, wechsle dich (Originaltitel:  Quarante-huit heures d’amour, auf Deutsch 48 Stunden der Liebe) ist ein französischer Spielfilm aus dem Jahr 1969 von Jacques Laurent (unter dem Namen Cécil Saint-Laurent), der auch das Drehbuch verfasst hatte. In den Hauptrollen sind Bulle Ogier, Francis Lemonnierl, Thelma Ramström und Jean-Pierre Marielle zu sehen. Zum ersten Mal ins Kino kam der Film am 9. Mai 1969 in Finnland. In Frankreich hatte er seine Premiere am 4. Juni 1969 und in Deutschland am 4. Juli 1969.

## Handlung
Ingmar, der Schwede, fährt mit seiner Verlobten Monika nach Frankreich. Dort haben die zwei etwas Besonderes vor: Die Blondine war in ihrer Studentenzeit in Jean-Pierre verliebt und möchte nun ihre Gefühle zu ihm neu testen. Dieser ist aber inzwischen mit Pauline verheiratet. Die beiden Paare vereinbaren ein 48-stündiges Treffen in einem Hotel, was verständlicherweise zu großen inneren Spannungen und Belastungen führt. Monika gibt sich wieder Jean-Pierre hin. Als Pauline es gewahr wird, stürzt sie in der gleichen Nacht zu dem Professor, der auch seinerzeit in intimen Beziehungen mit Monika lebte. Ingmar ist ebenfalls gefährdet, behält aber seinen klaren Kopf und versucht sogar auszugleichen. Nach den zwei Tagen scheint die alte Gemeinsamkeit zerbrochen: die beiden Frauen gehen ihre Wege, die Männer desgleichen.

## Kritik
Das Lexikon des internationalen Films bemerkt lapidar, das Werk sei ein „mit «Problemen» versetzter Sexfilm“. Der Evangelische Film-Beobachter fasst seine Kritik so zusammen: „Trist, diffus, mit viel pseudophilosophischem Bla-bla, befriedigt dieser nicht unambitioniert gemachte französischer Farbfilm vor allem durch seinen unklaren Schluß keineswegs. Für Erwachsene, die sich langweilen wollen.“

## Weblink
- Bäumchen, Bäumchen, wechsle dich bei IMDb